# Motty
Motty (Zoológico Chester, Cheshire, 11 de julio de 1978-21 de julio de 1978) fue un elefante macho y el único híbrido, cuya existencia fue comprobada, entre una elefanta asiática y un elefante africano. Nació el 11 de julio de 1978 en el Chester Zoo, al norte de Inglaterra. Su madre fue la elefanta asiática Shebba y su padre el elefante africano Jumbolino. Taxonómicamente se lo clasifica como Loxodonta Africana x Elephas Maximus.

## Apariencia
Mejillas, orejas y patas fueron de tipo elefante africano, mientras que el número de uñas (5 frontales y 4 escondidas) y la trompa fueron asiáticas.
Las arrugas de la trompa pertenecían a la especie africana. La frente era inclinada con una protuberancia central y dos más pequeñas detrás de esta.
El cuerpo fue, en su mayoría, africano pero tenía rasgos asiáticos.

## Causa de muerte
A pesar del intensivo cuidado humano que recibía, Motty murió a causa de una infección umbilical diez días después de su nacimiento. Estudios post mortem revelaron que el deceso se debió a enterocolitis necrótica e infección por Escherichia coli.
Su cuerpo es preservado como un monumento a la especie en el Museo de Historia Natural de Londres.